# Gosling Mol
Gosling Mol (Apeldoorn, 2 oktober 1910 – ?, 19 november 1962) was een Nederlands componist, dirigent, arrangeur en hoornist.

## Levensloop
Mol was al in jonge jaren lid van een blaasorkest in Assen en vervolgens werd hij hoornist in de Philips Harmonie in Eindhoven. Als dirigent was hij verbonden aan vele blaasorkesten in Kollumerzwaag, Engwierum, Marssum, Wommels, Rijperkerk, Bolsward, Leeuwarden, Hallum en in Noord-Bergum. 
Mol werd in blaasmuziekkringen vooral bekend als arrangeur van klassieke werken. Hij schreef vooral voor de muziekuitgeverij Molenaar in Wormerveer meer dan 60 bewerkingen van grote werken en rond 25 bewerkingen van traditionele marsen. Maar hij heeft ook verschillende eigen werken op zijn naam staan.

## Composities

### Werken voor harmonie- en fanfareorkest
- Fairtime
- Frisia Ouverture
- La Reflichie de Neron, ouverture
- Odalisque Ouverture
- Princenhof Ouverture
- Tyroler Ländler